# Cantone di Wœrth
Il Cantone di Wœrth era una divisione amministrativa dell'arrondissement di Wissembourg.
A seguito della riforma approvata con decreto del 18 febbraio 2014, che ha avuto attuazione dopo le elezioni dipartimentali del 2015, è stato soppresso.

## Composizione
Comprendeva i comuni di
- Biblisheim
- Dieffenbach-lès-Wœrth
- Durrenbach
- Eschbach
- Forstheim
- Frœschwiller
- Gœrsdorf
- Gunstett
- Hegeney
- Lampertsloch
- Langensoultzbach
- Laubach
- Morsbronn-les-Bains
- Oberdorf-Spachbach
- Preuschdorf
- Walbourg
- Wœrth